# 24025 Kimwallin
24025 Kimwallin è un asteroide della fascia principale. 
Scoperto nel 1999, presenta un'orbita caratterizzata da un semiasse maggiore pari a 2,2459155 UA e da un'eccentricità di 0,1017617, inclinata di 5,19926° rispetto all'eclittica.